# Canthidium kirschi
Canthidium kirschi là một loài bọ cánh cứng trong họ Bọ hung (Scarabaeidae).